# Vila Nova de Paiva, Alhais e Fráguas
Vila Nova de Paiva, Alhais e Fráguas est une paroisse civile portugaise (en portugais : freguesia) de la municipalité de Vila Nova de Paiva dans le district de Viseu. Elle est créée en 2013, par fusion des paroisses de Vila Nova de Paiva, Alhais et Fráguas.

## Géographie
La paroisse est traversée par la rivière Paiva (en) d'ouest en est.

## Histoire
La paroisse est créée par la loi no 11-A/2013 du 28 janvier 2013 portant réorganisation administrative du territoire des freguesias, en fusionnant les paroisses de Vila Nova de Paiva, Alhais et Fráguas. Son nom officiel est União das Freguesias de Vila Nova de Paiva, Alhais e Fráguas et son siège est fixé à Vila Nova de Paiva.

## Démographie
Lors du recensement de 2021, Vila Nova de Paiva, Alhais e Fráguas compte 1 887 habitants. C'est ainsi la paroisse la plus peuplée de la municipalité de Vila Nova de Paiva, qui totalise 4 662 habitants.